# Smržov u Lomnice nad Lužnicí
Smržov (deutsch Smerschow) ist eine Gemeinde in Tschechien. Sie liegt 19 Kilometer nordöstlich des Stadtzentrums von České Budějovice und gehört zum Okres Jindřichův Hradec.

## Geographie

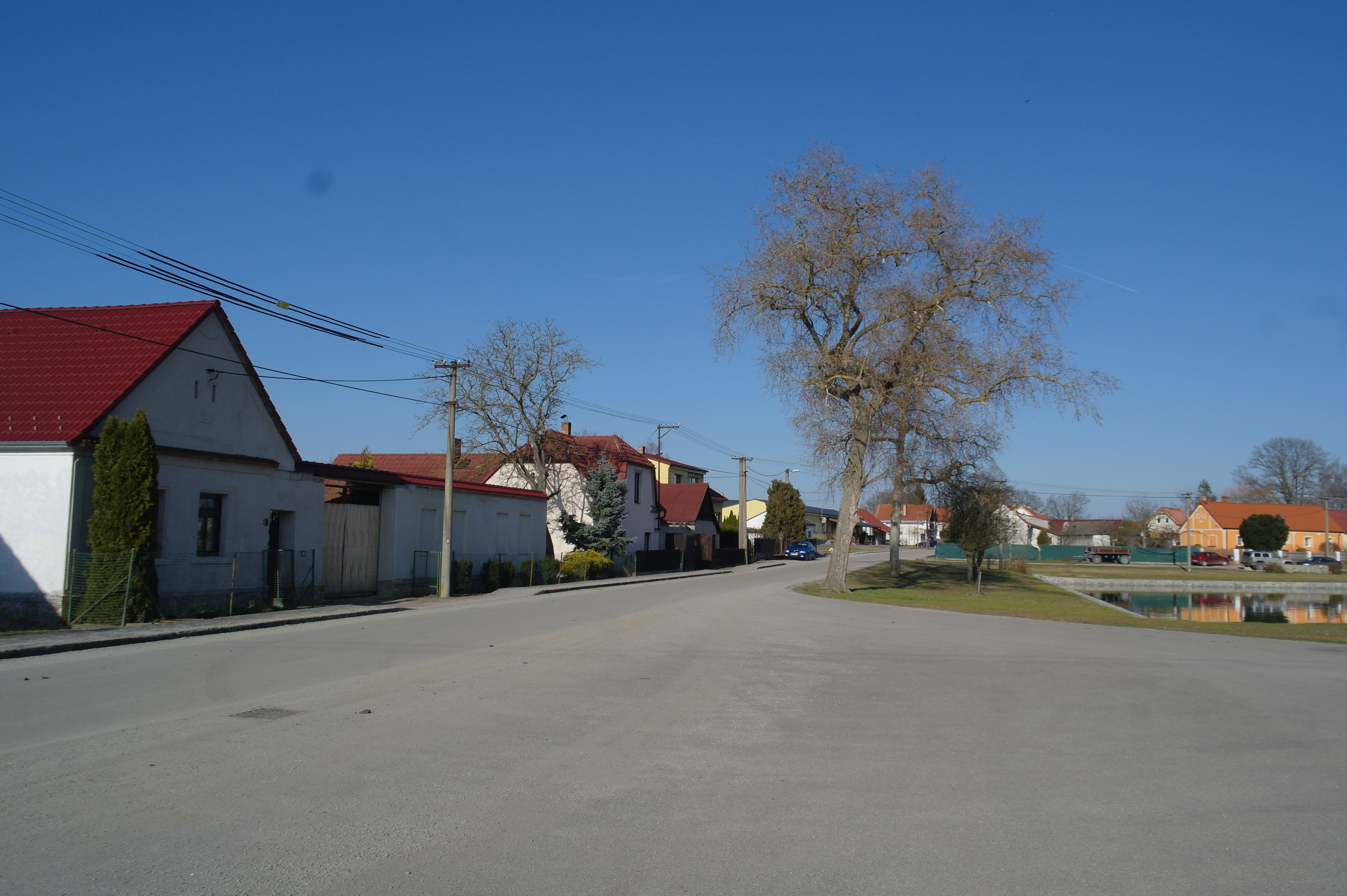
Dorfplatz

Der Ort befindet sich linksseitig des Goldenen Kanals im Wittingauer Becken auf dem Gebiet des seit 1977 bestehenden UNESCO-Biosphärenreservates Třeboňsko.
Smržov ist nur über eine Straße aus Lomnice nad Lužnicí erreichbar und ist von großen Fischteichen umgeben. Die größten davon sind der östlich gelegene Koclířov und der Dvořiště im Südwesten. Nach Westen dehnt sich das Waldgebiet Smržovský les aus.
Nachbarorte sind Záblatí im Norden, Lomnice nad Lužnicí im Osten, Lužnice und Přeseka im Südosten, Dunajovice, Horní Slověnice und Dolní Slověnice im Süden sowie Mazelov im Nordwesten.

## Geschichte
Erstmals urkundlich erwähnt wurde das Dorf im Jahre 1367 bei der Anlegung des Teiches Dvořiště. Im 13. Jahrhundert waren die ersten Fischteiche entstanden und als der Besitzer von Lomnice, Ješek von Kosova Hora den mit einem steinernen Damm versehenen Dvořiště erbauen ließ, wurden dadurch Felder und Wiesen von Smržov überflutet.
Während der Zeit der Rosenberger entstand unter der Leitung von Štěpánek Netolický der Goldene Kanal. Im Zuge der Wasserbauarbeiten erfolgte auch die Anlegung des Koclířov-Teiches. Nach der Schlacht am Weißen Berg kam es auf dem Damm des Teiches zu einem Gefecht zwischen aufständischen Truppen Heinrich Matthias von Thurns und den Kaiserlichen unter Charles Bonaventure de Longueval, Comte de Bucquoy. In den Wirren des Dreißigjährigen Krieges drangsalierten dann vor allem die Truppen von Baltasar von Marradas die Bevölkerung. Als 1660 Johann Adolf von Schwarzenberg Besitzer des Ortes wurde, ließ er in Smržov und weiteren Orten kleine Kapellen zum Gedenken an die Leiden der Bewohner im Krieg errichten. Diese Kapellen wurden von den Dorfbewohnern Marradas-Kapellen genannt.
Der Teich Dvořiště dient heute vor allem der Erholung, an seinen Ufern besteht ein Campingplatz und Feriensiedlungen mit 130 Hütten.

## Gemeindegliederung
Für die Gemeinde Smržov sind keine Ortsteile ausgewiesen. Zu Smržov gehört die Einschicht Dvořiště.

## Sehenswürdigkeiten
- Kapelle am Dorfplatz, errichtet 1660, sogenannte Marradaskapelle
- Nischenkapelle
- Žižka-Eiche
- T.G.Masaryk-Linde